# 石狩灯台
石狩灯台（いしかりとうだい）は、北海道石狩市浜町に立つ高さ約13.5メートルの灯台である。石狩川河口左岸（西岸）に位置する。明治時代に建てられた保存灯台（Cランク）の1基であり、現存する北海道最古の灯台である。

## 歴史
初点灯は1892年（明治25年）1月1日。北海道庁により、内陸部への水運のために重要な航路であった石狩川の河口に建設された。当初の灯台は木造六角形で、白黒2色であり、使用された灯台レンズは「3面1層」の形状であった。
1908年（明治41年）には鉄造円形に建て替えられ、外観も白1色となった。 これに伴い、灯器はバビエー製の第6等閃光レンズ（フレネルレンズ）に更新された。このレンズは、電化される1965年（昭和40年）まで使用された。
1957年（昭和32年）、日本におけるカラー映画の先駆けである『喜びも悲しみも幾歳月』の舞台となった際（ロケーション撮影は3月24-28日）、スクリーン映えがするように配色が赤白2色に塗り替えられ、以来それが続いている。点灯後125年目を迎えた2017年（平成29年）の改修の際にも、それまでと同様の赤白の縞模様に再塗装された。
1965年（昭和40年）に灯台は無人化された。その後、1999年（平成11年）には保全のため、14メートル海岸側に移設され再点灯している。また、灯器は現在、LB-M30型を使用する。

## 地理
海抜約4.7メートルに立つ。当初の立地は石狩川河口の先端部分であったが、建造より100年以上が経過するうちに、石狩川の運ぶ砂と日本海からの強風や沿岸流により河口の砂嘴が発達したため、現在の灯台の位置は、河口の先端からおよそ1キロメートル離れている。
その灯台周辺の約46ヘクタールが「はまなすの丘公園」として整備されており、そのうち16.5ヘクタールが石狩市海浜植物保護地区に指定され、灯台の近隣には「はまなすの丘公園ヴィジターセンター」が設置されている。

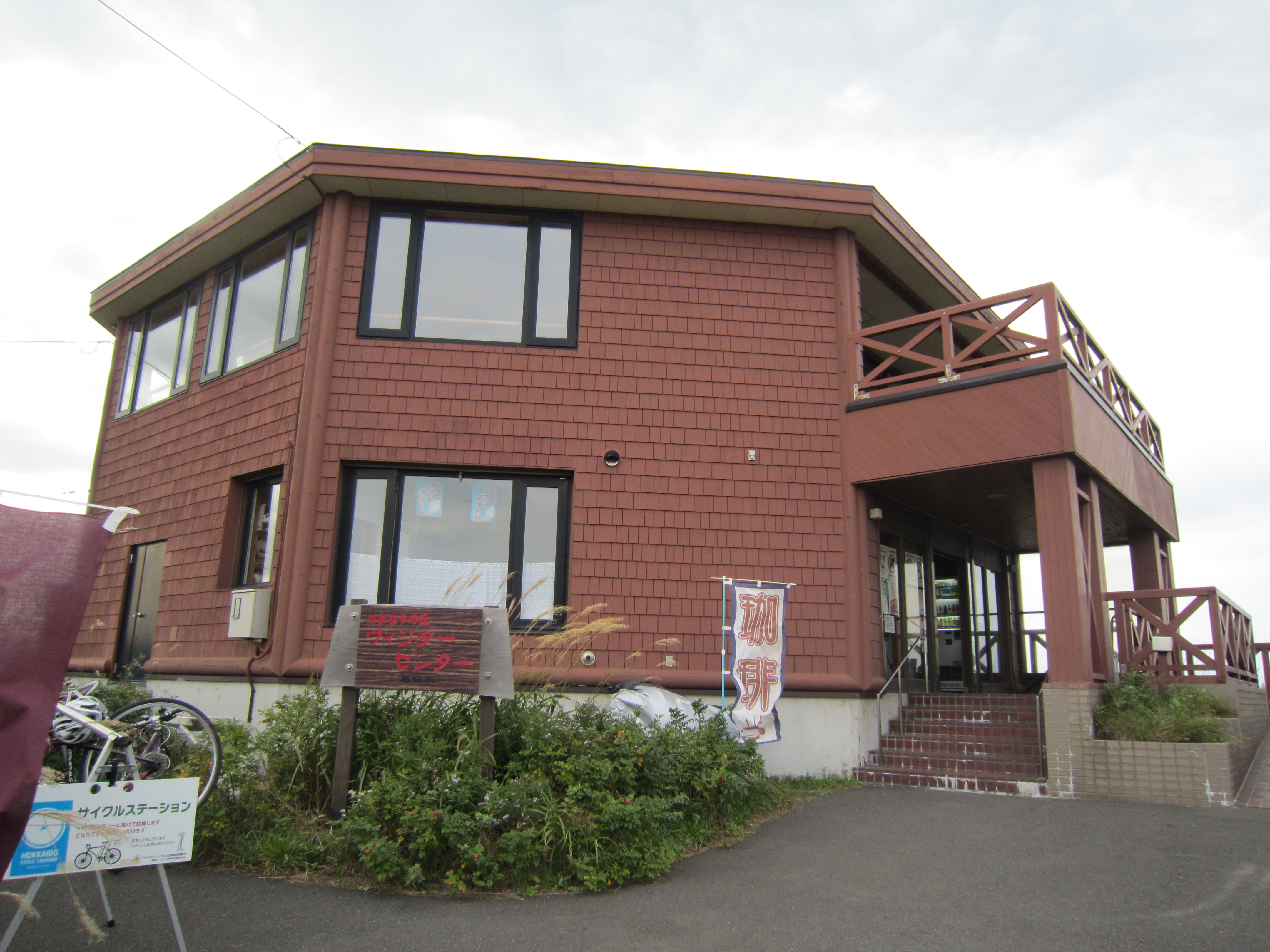
はまなすの丘公園ヴィジターセンター

## キャラクター
石狩灯台お兄さんは、石狩市の職員が「灯台の妖精に体を貸している」という設定のもと、石狩灯台を模して顔面を赤白に塗った扮装のキャラクターである。
2018年（平成30年）の灯台のイベントで初登場して話題となり、このキャラクターを目当てに石狩灯台を訪れる観光客も現れるようになった。
2023年（令和5年）5月26日、小樽海上保安部は「石狩灯台の知名度向上に大きく貢献した」として、石狩灯台お兄さんに名誉灯台長の称号を授与すると発表した。これまで名誉灯台長となったのは、漁業者や元郵便局員などのように灯台業務を支えた人物であり、今回のキャラクターへの授与はそれらと方向性が異なるものの、小樽海保は「（灯台の）さらなるPRにつなげたい」と期待を込めて述べている。